# City Beautiful Movement

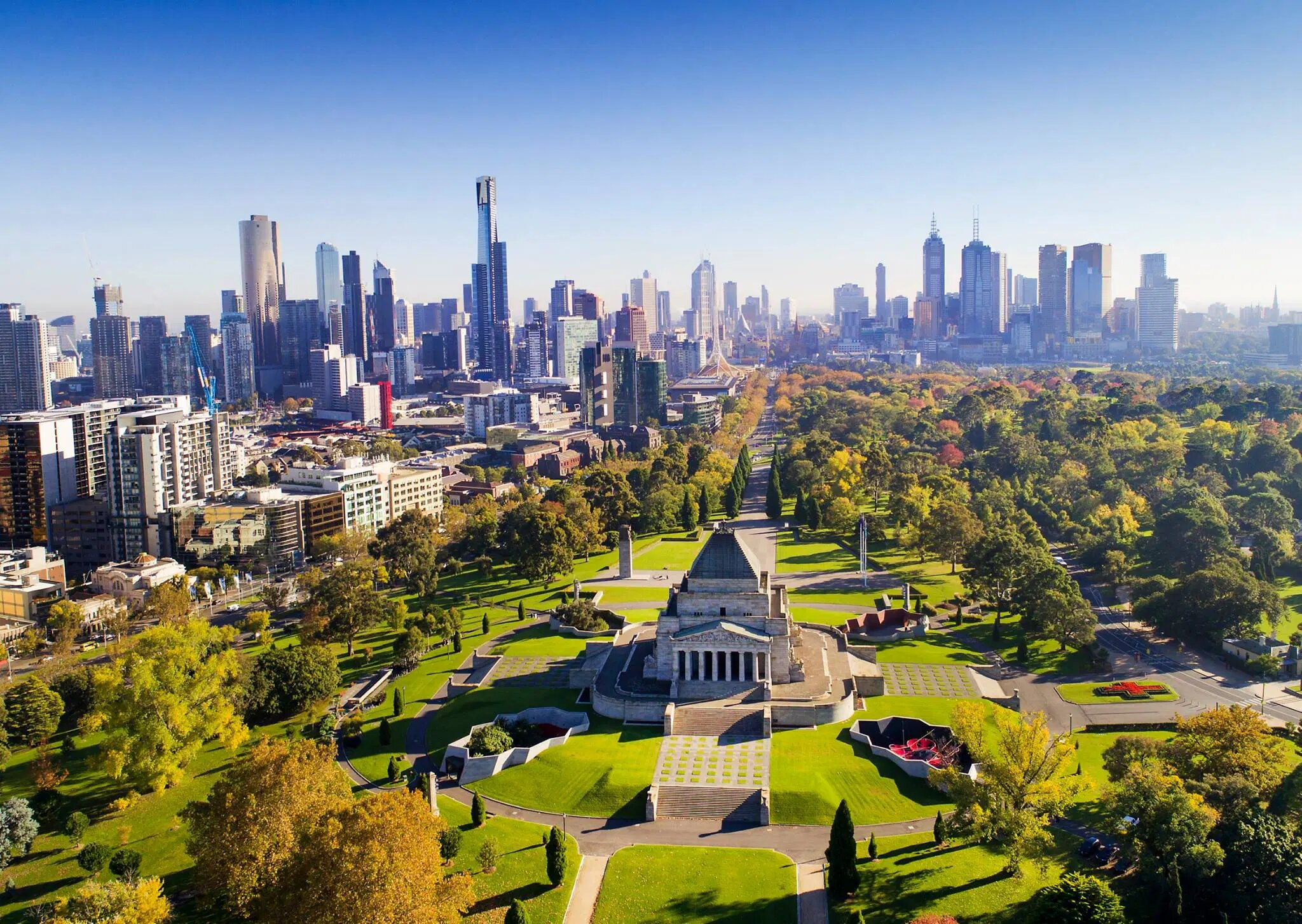
Santuario del Recuerdo, Melbourne.

El Movimiento de Ciudad Bella (en inglés: City Beautiful Movement; pronunciado /ˈsɪti ˈbjutɪfəl ˈmuvmənt/) fue una reforma arquitectónica estadounidense surgida entre 1890 y 1900 con la intención de revitalizar y volver más emblemáticos los espacios públicos de las ciudades estadounidenses. El movimiento floreció en Chicago, Detroit y Washington D. C. y más tarde se expandió por otros estados norteamericanos. Defensores del movimiento acreditan que esa reforma arquitectónica ayudó a mejorar la imagen social de los grandes centros urbanos estadounidenses y a la calidad de vida de la población.

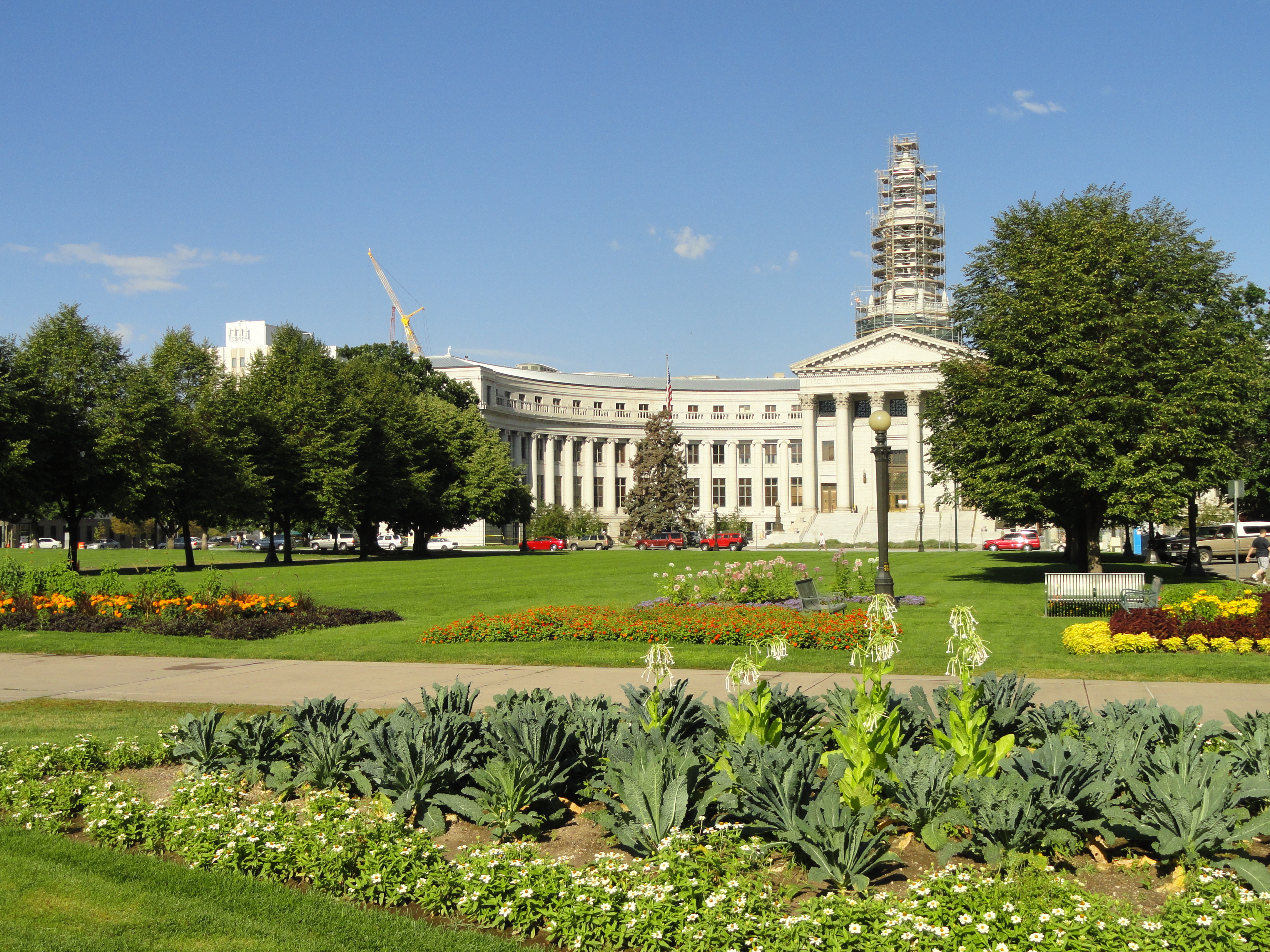
Denver Civic Center, Denver.

El primer movimiento en 1893 con la Exposición Mundial Colombiana en Chicago. Daniel H. Burnham, jefe de la feria en la ciudad, conocido como los que asistieron a la "Ciudad Blanca", una semi-utopía en la que los visitantes deben estar protegidos de la pobreza y el crimen. Los planes de Burnham para arquitectos en la École des Beaux-Arts de París. El paisaje de la Exposición Colombina, diseñado por Frederick Law Olmsted, Sr., famoso por su exitoso diseño del Oasis, Central Park de la ciudad de Nueva York, que comenzó a construirse en 1857. No solo para mejorar la apariencia de la ciudad, pero también la idea de construir en un centro cívico, parques y grandes bulevares. El enfoque holístico y polivalente de la planificación arquitectónica y el diseño durante muchos años. Su impacto todavía es visible en muchas ciudades de los Estados Unidos.

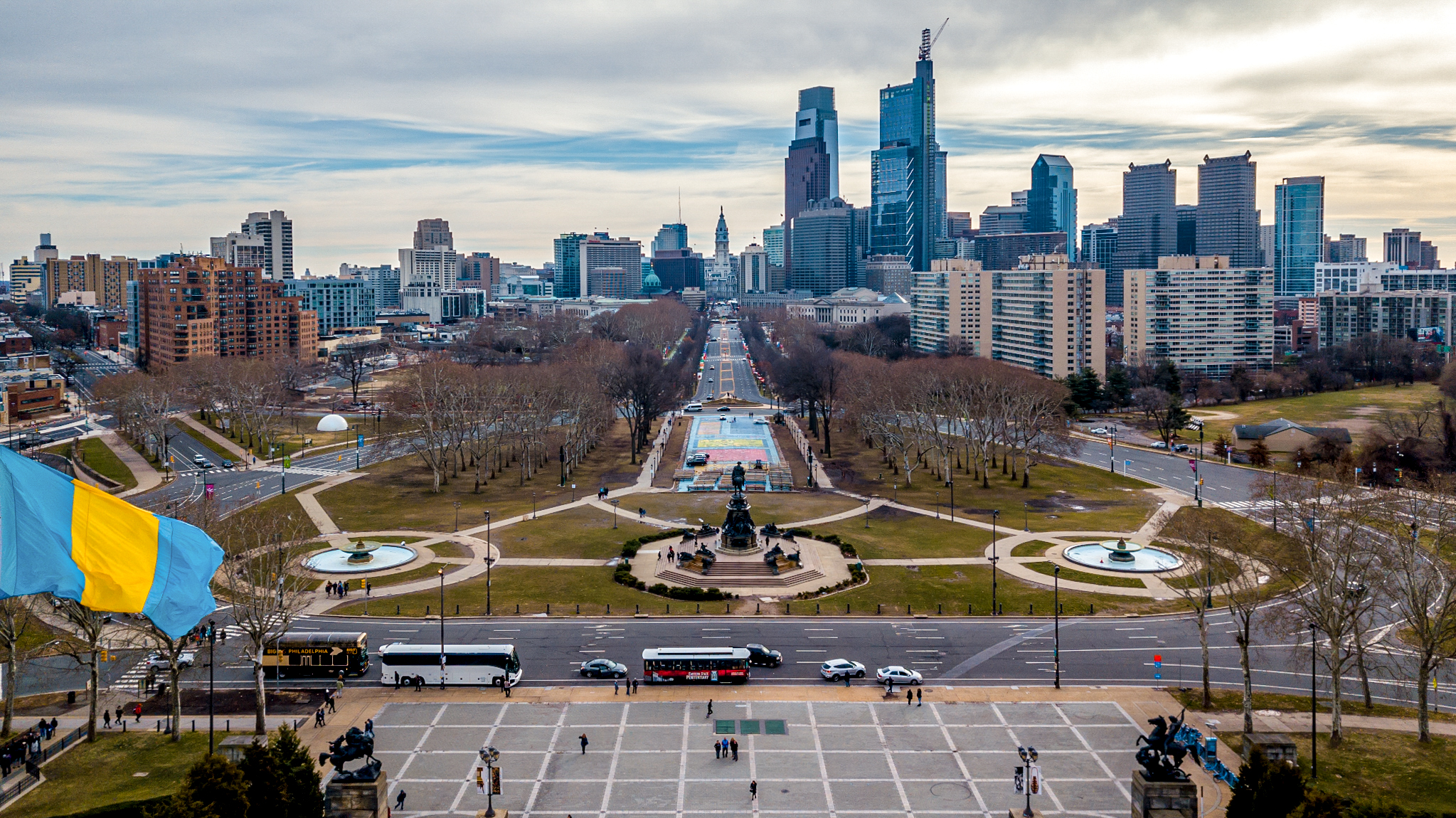
Benjamin Franklin Parkway, Filadelfia.

Además de hacer que las ciudades sean más habitables y ordenadas, el movimiento City Beautiful pretendía dar forma al paisaje urbano estadounidense a la manera de aquellos en Europa, que fueron diseñados principalmente en la estética de las Bellas Artes. Burnham pensó especialmente en el movimiento como un mecanismo mediante el cual los Estados Unidos podrían establecer vínculos visibles y permanentes con las tradiciones clásicas europeas. Sus oponentes, Louis Sullivan y Frank Lloyd Wright entre ellos, querían evitar los préstamos y la réplica absoluta del diseño europeo y, en cambio, inventar un estilo nuevo y verdaderamente estadounidense.

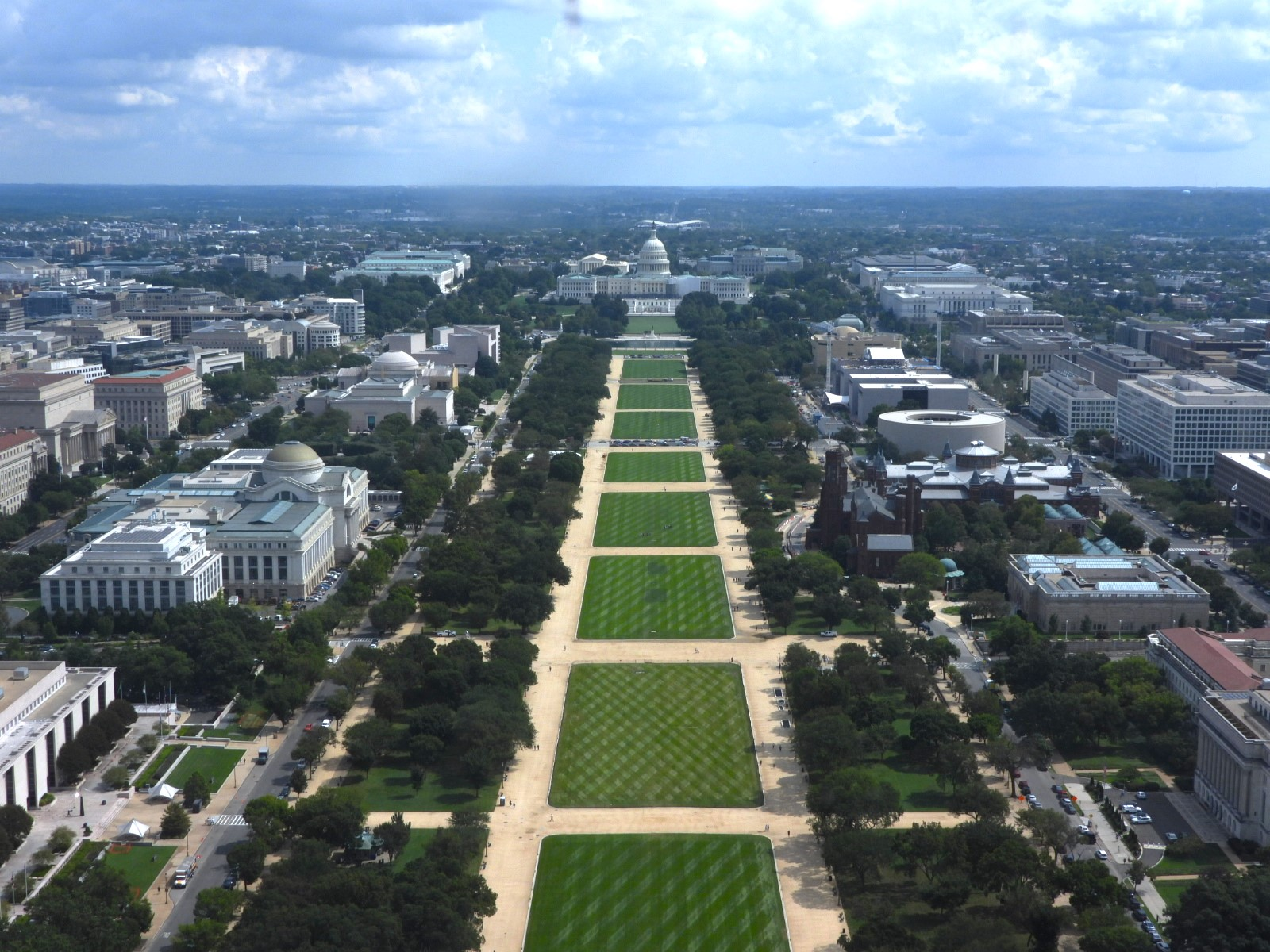
Explanada Nacional, Washington D. C.

El movimiento City Beautiful surgió en un momento en la historia de los Estados Unidos cuando la población urbana del país comenzó a superar a la población rural. La mayoría de los habitantes de las ciudades percibían que las ciudades eran feas, congestionadas, sucias e inseguras. A medida que las ciudades crecían, una condición cada vez más rápida aumentada por una afluencia de inmigrantes a fines del siglo XIX, el espacio público se estaba usurpando. Con el aumento de la congestión, los habitantes de la ciudad necesitaban áreas abiertas al aire libre para recreación como nunca antes lo habían hecho. Además, el enfoque caótico del saneamiento, la contaminación y el tráfico que se encuentra en la mayoría de las grandes ciudades de Estados Unidos afectó a ricos y pobres por igual, y es así como el movimiento City Beautiful obtuvo apoyo financiero y social. El portavoz principal del movimiento, Charles Mulford Robinson, un periodista de Rochester, Nueva York, ayudó a inspirar a los políticos a percibirlo como un movimiento hacia el aumento de la virtud cívica y la disminución de los males sociales. Publicó su primer libro importante sobre el tema, La mejora de pueblos y ciudades, en 1901. Posteriormente se convirtió en la biblia del movimiento.
En 1902 Washington D. C. se convirtió en la primera ciudad en llevar a cabo un diseño de City Beautiful, el Plan McMillan, llamado así por el senador estadounidense de Míchigan James McMillan, quien era presidente del Comité del Senado en el Distrito de Columbia. Limitó las alturas de los edificios y colocó nuevas estructuras y monumentos en toda la ciudad para crear una composición aérea equilibrada. Otras ciudades que se beneficiaron del movimiento fueron Cleveland (1903), San Francisco (1905) y St. Paul, Minnesota (1906).
El punto culminante del movimiento se produjo en 1909 con Burnham y el arquitecto y urbanista Edward H. Bennett en el diseño de Chicago, publicado como el Plan de Chicago y también conocido como el Plan de Burnham. El plan involucraba un radio de 60 millas (95 kilómetros) en el cual las avenidas se extenderían desde un centro cívico. Incluía un extenso sistema ferroviario, un bulevar de dos niveles para el tráfico comercial y regular (lo que ahora es Wacker Drive) y una extensa red de parques. La orilla del lago, en particular, fue un componente importante del plan propuesto; se construyeron un parque y un sendero para correr cerca de la orilla del lago Míchigan. Además, un sistema integral de carreteras que promovía la simplicidad y la eficiencia era conectar la ciudad a sus suburbios y los suburbios entre sí. La implementación de gran parte del Plan de Burnham se llevó a cabo en el transcurso de 20 años, comenzando en 1909 y llegando a su fin, aunque incompleta, al comienzo de la Gran Depresión en 1929.

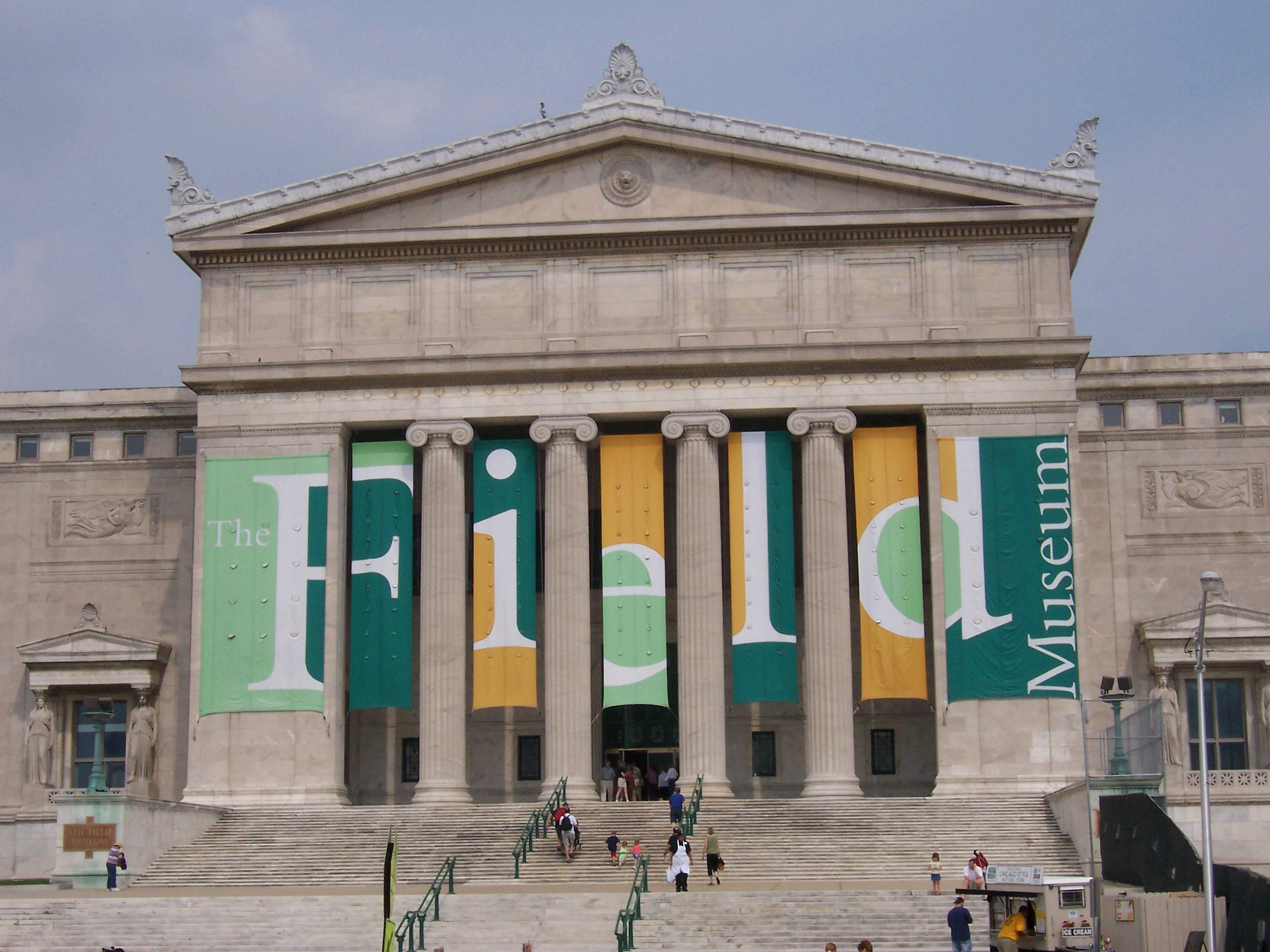
Field Museum of Natural History, Chicago.

Con el tiempo, las deficiencias del movimiento pasaron a primer plano, y se hizo evidente que la mejora de la ciudad física sin abordar los problemas sociales y económicos no mejoraría sustancialmente la vida urbana. El movimiento, en su conjunto, comenzó a decaer con la Primera Guerra Mundial y luego fue sucedido por un enfoque modernista de la arquitectura conocido como el estilo internacional. Ejemplos de edificios existentes del período City Beautiful son Union Station en Washington D. C., el Field Museum en Chicago y la Boston Public Library en Boston.